# Булевиртид
Мирклудекс B — экспериментальный препарат для лечения хронического гепатита B и D . 
Наиболее частые побочные эффекты включают повышенный уровень солей желчных кислот в крови и реакции в месте инъекции.
Первая фаза ІІa клинических исследований 40 пациентов, завершилась в 2014 году, обнаружив, что препарат хорошо переносится и, по всей видимости, эффективен против гепатита В. В 2017 году лекарственное средство было включено Европейским медицинским агентством (EMA) в программу PRIME (Priority Medicine). На основании двух клинических испытаний II фазы, Администрация по контролю за продуктами и лекарствами США (FDA) присвоила препарату статус «прорывной терапии».
Мирклудекс B был одобрен для медицинского применения в Европейском Союзе в июле 2020 года.

## Медицинское использование
Мирклудекс B показан для лечения инфекции вируса хронического гепатита дельта (HDV) в плазме (или сыворотке) взрослых пациентов с положительным HDV-РНК и компенсированным заболеванием печени .

## Фармакология

### Механизм действия
Вирус гепатита В использует свой поверхностный липопептид pre-S1 для стыковки со зрелыми клетками печени посредством их котранспортера натрия / желчной кислоты (NTCP) и впоследствии проникает в клетки. Препарат Мирклудекс B — это синтетический N-ацилированный pre-S1, который также может прикрепляться к NTCP, блокируя механизм проникновения вируса , вследствие чего предотвращается дальнейшее распространение вирусного воспаления и развитие осложнений. При блокировании белка вирусы остаются вне клеток и уничтожаются иммунной системой организма.
Препарат эффективен также против гепатита D, поскольку вирус гепатита D активируется только в присутствии вируса гепатита В. Блокируя проникновение вируса в клетки, препарат ограничивает способность HDV (Гепатит D) к репликации и его эффекты в организме, уменьшая симптомы болезни.